# Graf Porno bläst zum Zapfenstreich
Graf Porno bläst zum Zapfenstreich (auch bekannt als Rinaldo bläst zum Zapfenstreich) ist ein frühes deutsches Sexfilmlustspiel von 1970 aus der Alois-Brummer-Produktion; es handelt sich um den dritten und letzten Teil der Graf-Porno-Reihe.

## Handlung
Im Mittelpunkt steht Willibald, ein fauler Tagedieb und Sexprotz, der mit einigen hübschen Mädchen in einer WG zusammen lebt. Als ihn die Frauen beim Fremdgehen erwischen, setzen sie ihn vor die Tür. Fortan versucht er sich in verschiedenen Jobs, zum Beispiel als Koch und auf dem Gut eines verarmten Grafen. Unglücklicherweise kommt ein ums andere Mal seine Sexgier in die Quere.

## Kritik
„Ein Brummer-Produkt ohne erkennbare Handlung, in dem beliebig austauschbare Entkleidungs- und Kopulationsszenen aneinandergereiht sind.“